# إيفياني أونيلو
إيفياني أونيلو (بالإنجليزية: Ifeanyi Victor Onyilo)‏ (31 أكتوبر 1990 بإنوغو في نيجيريا - ) هو لاعب كرة قدم نيجيري في مركز الهجوم. لعب مع النجم الأحمر بلغراد ونادي الفيصلي ونادي إيرميس أراديبو وFK Javor Ivanjica ‏.

## وصلات خارجية
- إيفياني أونيلو على موقع قاعدة بيانات كرة القدم.إي يو (الإنجليزية)
- إيفياني أونيلو على موقع Soccerway.com (الإنجليزية)